# Gloeostereum incarnatum
Gloeostereum incarnatum är en svampart som beskrevs av S. Ito & S. Imai 1933. Gloeostereum incarnatum ingår i släktet Gloeostereum och familjen Cyphellaceae.   Inga underarter finns listade i Catalogue of Life.